# Lizawiecin
Lizawiecin (biał. Лізавецін, Lizawiecin; ros. Лизаветин, Lizawietin) – chutor na Białorusi, w obwodzie mińskim, w rejonie dzierżyńskim, w sielsowiecie Fanipol.

## Historia
Chutor powstał 18 marca 2011.